# Внутренний автоморфизм
Внутренний автоморфизм — это вид автоморфизма группы, определённый в терминах фиксированного элемента группы, называемого сопрягающим элементом. Формально, если G — группа, а a — элемент группы G, то внутренний автоморфизм, определённый элементом a — это отображение f из G в себя, определённое для всех x из G по формуле
f(x) = a−1xa.
Здесь мы используем соглашение, что элементы группы действуют справа.
Операция x ↦ a−1xa называется сопряжением (см. также «Класс сопряжённости») и часто представляет интерес выделить случаи, когда сопряжение с помощью одного элемента оставляет неизменным другой элемент, от случая, когда сопряжение переводит элемент в другой элемент.
Фактически, утверждение, что сопряжение x элементом a оставляет x неизменным, эквивалентно утверждению, что a и x коммутируют:
a−1xa = x ⇔ ax = xa.
Таким образом, существование и число внутренних автоморфизмов, не являющихся тождественными, служит мерилом коммутативности в группе.
Автоморфизм группы G является внутренним тогда и только тогда, когда он расширяется в любой группе, содержащей G.

## Обозначения
Выражение a−1xa часто записывается в виде степени xa. Эта запись используется, поскольку выполняется правило (xa)b = xab.

## Свойства
Любой внутренний автоморфизм является, конечно, автоморфизмом группы G, то есть биективным отображением из G в G. Он является также гомоморфизмом, что означает (xy)a = xaya.

## Внутренний и внешний автоморфизмы групп
Композиция двух внутренних автоморфизмов снова является внутренним автоморфизмом (как упоминалось выше — (xa)b = xab) и набор всех внутренних автоморфизмов группы G сам по себе тоже является группой (группой внутренних автоморфизмов группы G) и обозначается Inn(G).
Inn(G) является нормальной подгруппой полной группы автоморфизмов Aut(G) группы G. Группа внешних автоморфизмов Out(G) — это факторгруппа
Out(G) ≡ Aut(G)/Inn(G)
Группа внешних автоморфизмов отражает, в некотором смысле, сколь много автоморфизмов G являются внутренними. Любой невнутренний автоморфизм даёт нетривиальный элемент группы Out(G), но различные невнутренние автоморфизмы могут давать одинаковые элементы группы Out(G).
Связывая элемент a ∈ G с внутренним автоморфизмом f(x) = xa в группе Inn(G) как выше, получаем изоморфизм между факторгруппами G/Z(G) (где Z(G) — центр группы G) и группой внутренних автоморфизмов:
G/Z(G) = Inn(G).
Это является следствием первой теоремы об изоморфизмах, поскольку Z(G) — это в точности множество тех элементов группы G, которые дают тождественное отображение, когда используются для создания внутреннего автоморфизма (сопряжение ничего не меняет).

### Невнутренние автоморфизмы конечныхp-групп
Результат Вольфганга Гащютца гласит, что если группа G конечна и является неабелевой p-группой, то G имеет автоморфизм порядка p в некоторой степени, не являющийся внутренним.
Открытой проблемой является вопрос, любая ли неабелева p-группа G имеет автоморфизм порядка p. Вопрос имеет положительный ответ, если G удовлетворяет одному из условий:
1. Группа G является нильпотентной класса 2
2. G является регулярной p-группой[англ.]
3. G/Z(G) является мощной p-группой[англ.]
4. Централизатор CG группы G центра Z подгруппы Фраттини[англ.] Φ группы G, CG∘Z∘Φ(G) не равен Φ(G)

### Типы групп
Группа внутренних автоморфизмов Inn(G) тривиальна (то есть состоит только из нейтрального элемента) тогда и только тогда, когда группа G абелева.
Легко показать, что Inn(G) может быть циклической группой, только когда она тривиальна.
Внутренние автоморфизмы могут составлять всю группу автоморфизмов. Группа, у которой все автоморфизмы являются внутренними, а центр тривиален, называется полной. Это выполняется для всех симметрических групп с n элементами, когда n не равно 2 или 6. Если n = 6, симметрическая группа имеет единственный нетривиальный класс внешних автоморфизмов, а при n = 2 симметрическая группа, хотя и не имеет внешних автоморфизмов, является абелевой, что даёт нетривиальный центр, а потому группа не может быть полной.
Пусть группа G совпадает со своим коммутантом (в англоязычной терминологии — совершенная группа). Если группа её внутренних автоморфизмов Inn(G) проста, то такая группа G называется квазипростой.

## Случай кольца
Если задано кольцо R и единица u из R, отображение f(x) = u−1xu является автоморфизмом кольца R. Автоморфизмы кольца такого вида называются внутренними автоморфизмами кольца R. Эти автоморфизмы образуют нормальную подгруппу группы автоморфизмов кольца R.

## Случай алгебр Ли
Автоморфизм алгебры Ли 𝔊 называется внутренним автоморфизмом, если он имеет вид Adg, где Ad является сопряжённым отображением, а g — элемент группы Ли, алгебра которого равна 𝔊. Обозначение внутреннего автоморфизма алгебр Ли совместимо с обозначением для групп в том смысле, что внутренний автоморфизм группы Ли порождает единственный внутренний автоморфизм соответствующей алгебры Ли.